# Bieg na orientację

Symbol orienteeringu, tzw. lampion, czyli elementu punktu kontrolnego używanego na zawodach na całym świecie

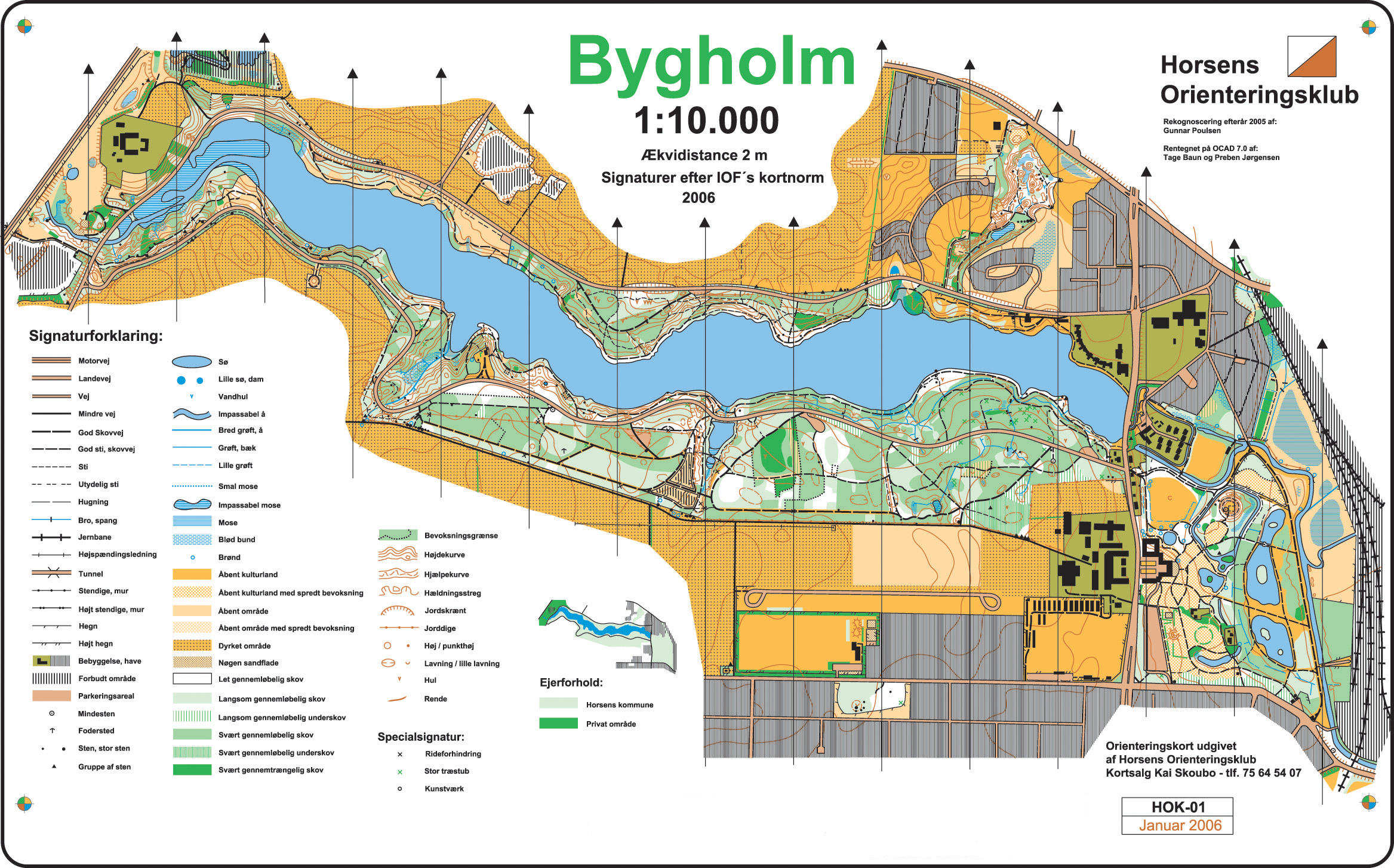
Przykład mapy do biegu na orientację

Bieg na orientację (BnO, ang. foot orienteering) – nieolimpijska dyscyplina sportowa, w której zawodnik, posługując się mapą i kompasem, ma za zadanie w jak najkrótszym czasie przebiec określoną trasę wyznaczoną w terenie (zazwyczaj jest to las) przez punkty kontrolne. Przebieg pomiędzy punktami kontrolnymi jest dowolny i właśnie wybór wariantu przebiegu stanowi istotę biegu na orientację.
Warunkiem sklasyfikowania uczestnika zawodów jest potwierdzenie w zadanej kolejności wszystkich punktów kontrolnych. Sprawdzanie obecności na danym punkcie kontrolnym odbywa się standardowo za pomocą karty startowej, ale coraz częściej informacja ta jest zapisywana na specjalnym chipie. Zawodnicy startują do biegu zazwyczaj w odstępie czasowym 1–3 minut, indywidualnie, według wcześniej ustalonej kolejności. W momencie startu otrzymują mapy, wykonane przeważnie w skali 1:15 000 lub 1:10 000, a w biegu sprinterskim – w skali 1:4000.
W Polsce organem kierującym działaniami związanymi z orientacją sportową jest Polski Związek Orientacji Sportowej (PZOS), a międzynarodowym organem – International Orienteering Federation (IOF).

## Historia biegu na orientację na świecie

### Etymologia słowaorienteering
W języku angielskim wyrazem oznaczającym sporty na orientację jest orienteering. Ono z kolei pochodzi od szwedzkiego wyrazu orientering, które zostało użyte po raz pierwszy w 1918 r. przez prezydenta Sztokholmskiego Amatorskiego Związku Lekkiej Atletyki, a zarazem organizatora pierwszych dużych zawodów w biegu na orientację, majora Ernsta Killandera, uważanego za „ojca współczesnej orientacji”.
Słowo orienteering potocznie odnosi się do biegu na orientację, w rzeczywistości jednak dotyczy ono wszystkich sportów orientacji sportowej. Ścisły termin angielski oznaczający bieg na orientację to foot orienteering.

### Geneza
Kolebką biegu na orientację jest Skandynawia. Pierwsze zawody zostały rozegrane 31 października 1897 r. w miejscowości Bergen (Norwegia) na dystansie 19,5 km jedynie z trzema punktami kontrolnymi na trasie, które wygrał Peder Fossum w czasie 1 godziny, 47 minut i 7 sekund.
Pierwotnie zasady zawodów były nieco inne, gdyż zawodnik, mając do dyspozycji kompas, musiał odnaleźć ukryte w terenie punkty, dystanse były znacznie dłuższe, a w zawodach brali udział wojskowi. Jednak na początku XX w. orientacja sportowa stała się także cywilną dyscypliną, kiedy to zawody zaczęto rozgrywać na krótszych dystansach.
Po I wojnie światowej nastąpił gwałtowny rozwój orientacji w Skandynawii. W 1918 r. w zawodach organizowanych w okolicach Sztokholmu przez majora Ernsta Killandera wystartowało 220 zawodników. W 1932 r. rozegrano pierwsze międzynarodowe zawody pomiędzy Norwegią i Szwecją, a w 1934 r. sport ten zaistniał w Finlandii, Szwajcarii, ZSRR oraz na Węgrzech. W tym samym czasie w Szwecji już około ćwierć miliona osób miało styczność z tą dyscypliną.
W latach 40. i latach 50. bieg na orientację zaczął się rozwijać także poza Skandynawią, głównie w państwach Europy Środkowej oraz powoli na innych kontynentach, tj. w Azji, Ameryce Północnej, Australii i Nowej Zelandii. Ważniejsze wydarzenia w tym okresie:
- w październiku 1941 r. w miejscowości Hanover w stanie New Hampshire zostały rozegrane pierwsze zawody w USA[5],
- w 1949 r. Szwecja zaprosiła 11 państw do Sandviken na międzynarodowa konferencję, aby opracować bardziej spójne zasady rozgrywania zawodów i standardy w tworzeniu map do biegu na orientację,
- w 1955 r. rozegrano pierwsze zawody w Australii.

W 1961 r. na konferencji dziesięciu państw w Danii utworzona została Międzynarodowa Federacja Sportów na Orientację (International Orienteering Federation – IOF) z siedzibą w Finlandii. Założycielami tej organizacji były: Bułgaria, Czechosłowacja, Dania, Finlandia, Norwegia, Niemiecka Republika Demokratyczna, Republika Federalna Niemiec, Szwajcaria, Szwecja i Węgry. W 1969 r. IOF zrzeszała już 16 państw, w tym dwa kraje spoza Europy, tj. Kanadę oraz Japonię.
Organizacja I Mistrzostw Europy w roku 1962 została przydzielona przez IOF Norwegii. Natomiast na konferencji IOF w 1965 r. w Bułgarii ustalono wspólne przepisy międzynarodowe, a także podjęto decyzję o rozgrywaniu zamiast Mistrzostw Europy – Mistrzostwa Świata. W 1966 r. Finlandia stała się pierwszym gospodarzem Mistrzostw świata w biegu na orientację. Pierwszymi Mistrzami Świata zostali: wśród kobiet Ulla Lindkvist (Szwecja) z czasem 52,45 na dystansie 6,5 km, a wśród mężczyzn Age Hadler (Norwegia) z czasem 96,05 na dystansie 14,1 km.

### Czasy współczesne

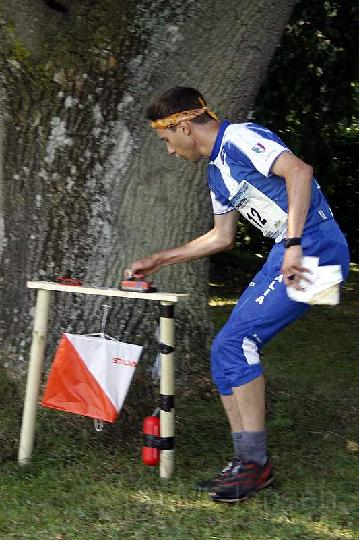
Włoch Marco Seppi podczas Mistrzostw Świata w 2006 roku

Obecnie IOF zrzesza 78 państw. Bieg na orientację jest najbardziej popularny w krajach skandynawskich i Szwajcarii. Coraz większą popularnością cieszy się także w wielu innych państwach Europy, m.in. we Francji, Wielkiej Brytanii, Czechach, Austrii oraz na Węgrzech. Poza Europą sport ten znacząco rozwija się w Ameryce Północnej, wschodniej Azji, Australii i Nowej Zelandii.
Początkowo Mistrzostwa Świata były rozgrywane co 2 lata, jednak od 2003 r. są rozgrywane co roku. Obecnie oprócz Mistrzostw Świata rozgrywane są także Mistrzostwa Świata Juniorów, a do innych międzynarodowych zawodów rangi mistrzowskiej w biegu na orientację zalicza się także:
- Mistrzostwa Europy Juniorów (ang. European Youth Orienteering Championships),
- Mistrzostwa Europy (ang. European Orienteering Championships),
- Wojskowe Mistrzostwa Świata (CISM – ang. World Military Orienteering Championships),
- Mistrzostwa Ameryki Południowej (ang. South American Orienteering Championships),
- Mistrzostwa Ameryki Północnej (ang. North American Orienteering Championships),
- Mistrzostwa Azji i krajów Oceanii (ang. Asia Pacific Orienteering Championships) oraz od 2008 roku równolegle są rozgrywane Mistrzostwa Azji (ang. Asian Orienteering Championships)
- Akademickie Mistrzostwa Świata (ang. World University Orienteering Championships).

Oprócz biegu na orientację istnieją także inne formy orientacji sportowej, a do najpopularniejszych należą:
- narciarski bieg na orientację (NBnO, ang. ski orienteering – Ski-O, SkiO),
- rowerowa jazda na orientację (RJnO, ang. mountain bike orienteering – MTB-O, MTBO),
- orientacja sportowa niepełnosprawnych (OSN, ang. trail orienteering),
- radioorientacja sportowa (RS, ang. radioorienteering – ARDF).

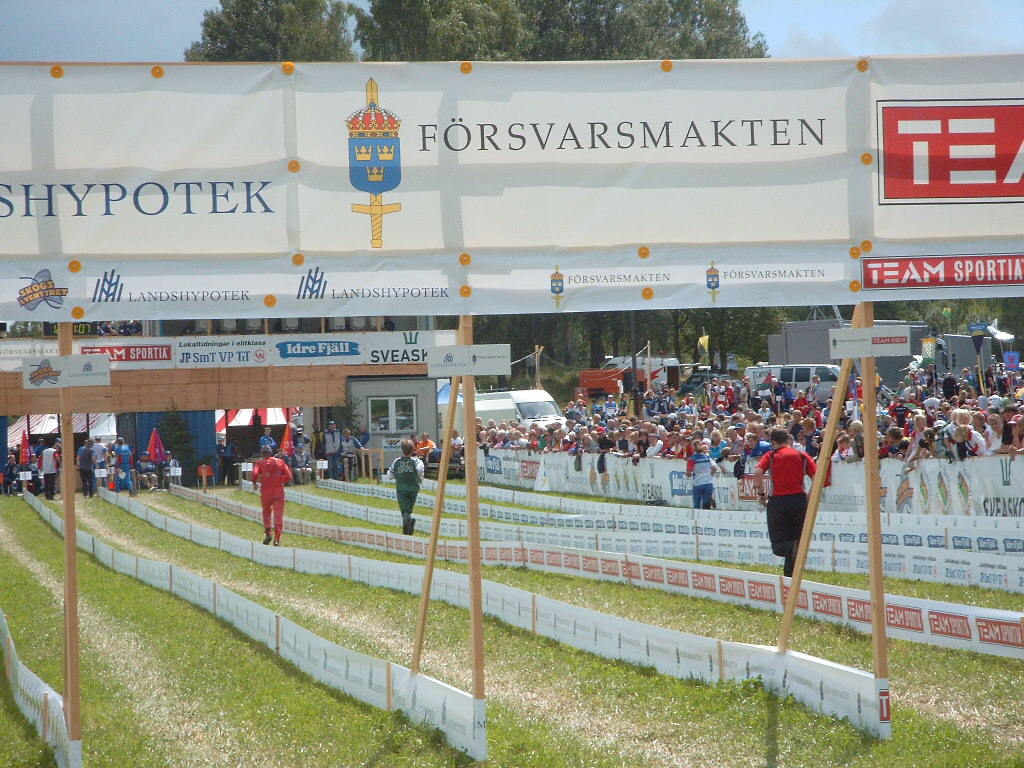
Największe zawody na świecie: O-Ringen, Szwecja, 2005

Do najstarszych zawodów na orientację rozgrywanych do dziś są szwedzkie zawody sztafetowe – Tiomila oraz fińskie zawody sztafetowe – Jukola, a do najpopularniejszych należy szwedzki O-Ringen, na który przyjeżdża nawet około 23000 uczestników.

### Orienteering a igrzyska olimpijskie
Mimo starań IOF-u od kongresu w 1996 r. żadna z dyscyplin orientacji nie znajduje się w programie igrzysk olimpijskich, a jedynie bieg na orientację w programie World Games od 2001 r. Powody tej sytuacji to m.in. mało przyjazny przebieg zawodów dla przekazu telewizyjnego, zbyt długi czas trwania zawodów oraz oddalenie miejsca zawodów od centrów miast.
W celu dostosowania dyscypliny do realiów igrzysk olimpijskich coraz większą popularnością cieszy się tzw. bieg parkowy jako odmiana biegu sprinterskiego. Zaletami takiej konwencji zawodów jest: czas biegu zawodnika – około 15 min, teren rozgrywania zawodów – parki oraz obszary miejskie, czyli obszary atrakcyjne dla kibiców. Zawodami popularyzującymi ten rodzaj biegania od 1996 r. jest Park World Tour.
Drugą odmianą orientacji, która ma największe szanse trafić do programu zimowych igrzysk olimpijskich jest narciarski bieg na orientację. Pierwszym ważnym krokiem było włączenie tej dyscypliny do programu Międzynarodowego Festiwalu Kultury w Sugadaira w Japonii, który towarzyszył XVIII Zimowym Igrzyskom Olimpijskim w Nagano w 1998 roku. Kolejnym krokiem były w 2002 r. starania IOF-u o włączenie narciarskiej orientacji do programu XX Zimowych Igrzysk Olimpijskich, jednak decyzja nie została pozytywnie rozpatrzona m.in. z powodu małej popularności tego sportu poza krajami skandynawskimi. Także wniosek o włączenie do programu XXII Zimowych Igrzysk Olimpijskich w 2014 r. został rozpatrzony negatywnie. Decyzja w tej sprawie miała zostać podjęta podczas kongresu Międzynarodowego Komitetu Olimpijskiego w Gwatemali w 2007 roku, jednak członkowie MKOl decyzję podjęli już 28 listopada 2006 na spotkaniu w Kuwejcie.
31 sierpnia 2010 International Orienteering Federation poinformowało o złożeniu wniosku o umieszczenie narciarskiego biegu na orientację w programie XXIII Zimowych Igrzysk Olimpijskich w 2018 roku, jednak także ten wniosek został odrzucony. Obecnie trwają starania o umieszczenie narciarskiego biegu na orientację w programie XXIV Zimowych Igrzysk Olimpijskich w 2022 roku.

## Bieg na orientację w Polsce

### Historia
Idea biegu na orientację została zapoczątkowana pod koniec lat 60. W 1967 r. Polska stała się członkiem IOF podczas IV Kongresu w Innsbrucku w Austrii, a już w 1970 r. Polska zadebiutowała na Mistrzostwach Świata, które rozgrywane były w NRD.
Początkowo organizacją wiodącą tej dyscyplinie oraz popularyzującą ją było Polskie Towarzystwo Turystyczno-Krajoznawcze (PTTK). Później funkcję tę pełniły: Zrzeszenie Sportowej Spółdzielczości Pracy „Start” (od 22 listopada 1977 r.), Centralna Komisja Imprez na Orientację (od 22 lutego 1978 r.), Centralna Komisja Biegu na Orientację przy Polskim Związku Lekkiej Atletyki (PZLA, od 9 marca 1982 r.).
Sytuacja uległa zmianie po tym jak grupa inicjatywna klubów polskich doprowadziła do zwołania I Walnego Zjazdu w dniach 8–9 września 1989 w Gdyni. 9 września powołano do życia Polski Związek Biegu na Orientację (PZBnO), a 19 marca 2006 Krajowy Nadzwyczajny Zjazd Delegatów uchwalił zmianę nazwy związku na Polski Związek Orientacji Sportowej (PZOS). Nazwa została zmieniona ze względu na wzrost znaczenia orientacji rowerowej i narciarskiej.
Do najbardziej zasłużonych ludzi dla rozwoju tej dyscypliny w historii zapisał się Andrzej Pasionek (zm. w styczniu 2000 r.). W latach 1973–1976 był członkiem Komisji przy PTTK, a następnie działaczem i pracownikiem kolejnych organów zajmujących się biegiem na orientację. Swoją pracę zakończył jako sekretarz w PZBnO.

### Czasy współczesne
W Polskim Związku Orientacji Sportowej zarejestrowanych jest ponad 1000 zawodników, w rejestrze posiada ponad 1300 specjalistycznych map do biegu na orientację, a liczba klubów wynosi ponad 100.
Co roku Polska reprezentowana jest przez kadrę narodową na Mistrzostwach Świata Seniorów, Mistrzostwach Świata Juniorów, a także na Mistrzostwach Europy Seniorów oraz Mistrzostwach Europy Juniorów. Najbardziej utytułowani reprezentanci kadry to:
- Janusz Porzycz: mistrz świata juniorów w biegu krótkim w 1991 r. – Berlin, Niemcy,
- Barbara Bączek: mistrzyni świata juniorów w biegu krótkim oraz biegu klasycznym w 1992 r. – Jyväskylä/Finnország, Finlandia,
- Robert Banach: mistrz świata juniorów w biegu klasycznym w 1994 r. – Gdynia, Polska,
- Karolina Richert: mistrzyni Europy juniorów w biegu sprinterskim w 2002 r. – Gdynia, Polska,
- Iwona Wicha:
  - mistrzyni Europy juniorów w biegu sprinterskim w 2003 r. – Pezinok, Słowacja,
  - mistrzyni Europy juniorów w biegu sprinterskim w 2004 r. – Salzburg, Austria,
- sztafeta w składzie: Agnieszka Grzelak, Weronika Machowska, Iwona Wicha, zdobyła Mistrzostwo Europy Juniorów w 2004 r. – Salzburg, Austria,
- Monika Gajda: mistrzyni Europy juniorów w biegu sprinterskim w 2007 r. – Eger, Węgry,
- Anna Kamińska: mistrzyni świata seniorów w rowerowej jeździe na orientację, dystans sprinterski w 2010 r. – Montalegre, Portugalia,
- Piotr Parfianowicz:
  - mistrz Europy juniorów w biegu sprinterskim w 2010 r. – Soria, Hiszpania,
  - mistrz Europy juniorów w biegu klasycznym w 2010 r. – Soria, Hiszpania,
  - mistrz Europy juniorów w biegu sprinterskim w 2011 r. – Jindřichův Hradec, Czechy,
  - mistrz Świata juniorów w biegu długim w 2013 r. – Hradec Kralove, Czechy,
- sztafeta w składzie: Piotr Parfianowicz, Rafał Podziński, Michał Olejnik, zdobyła Mistrzostwo Świata Juniorów w 2011 r. – Wejherowo, Polska.
- sztafeta w składzie: Radosław Piotrowski, Łukasz Wiśniewski, Krzysztof Rzeńca, zdobyła Mistrzostwo Europy Juniorów w 2012r,- Vassiviere, Francja.

Co roku w ramach Mistrzostw Polski organizowane są następujące zawody:
- MP w Długodystansowym BnO,
- MP w Sprinterskim BnO,
- MP w Średniodystansowym BnO,
- MP w Klasycznym BnO,
- MP w Nocnym BnO,
- MP w Sztafetowym BnO,
- MP Weteranów w BnO,
- Ogólnopolska Olimpiada Młodzieży w BnO,
- Puchar Najmłodszych.

Największymi zawodami w Polsce są organizowane co roku: Grand Prix Polonia (GPP), Wawel Cup zazwyczaj organizowany na Jurze Krakowsko-Częstochowskiej oraz Baltic Cup na Kaszubach.
Poza biegiem na orientację najpopularniejszymi w Polsce formami orientacji są:
- narciarski bieg na orientację (NBnO),
- rowerowa jazda na orientację (RJnO),
- radioorientacja sportowa (RS).

## Mapa

### Opis
Mapa do biegu na orientację jest bardziej szczegółowa od tradycyjnej mapy topograficznej. Sporządzana jest według zasad określonych przez IOF. Większa część rysunku mapy przedstawia tzw. przebieżność lasu, która ma wpływ na wybór wariantu biegu do punktu kontrolnego. Kolor biały przedstawia las bardzo dobrze przebieżny, żółty teren otwarty (np. łąka, pola uprawne), odcienie zielonego – gęstość roślinności wpływającą na tempo biegu (ciemnozielony – roślinność hamująca bieg o 90% i więcej), niebieski – obiekty wodne (strumienie, bagna, jeziora, studnie, hydranty itp.), brązowy – rzeźba terenu (górki, obniżenia, muldy, kopce itp.), czarny – pozostałe szczegóły mogące pomóc w dokładnym umiejscowieniu się na mapie (drogi, kamienie, paśniki, ambony itp.).

### Pozostałe elementy mapy
- Skala – mapy do biegu na orientację sporządza się w skali 1:15 000 (1 cm na mapie odpowiada 150 m w terenie) oraz 1:10 000 (1 cm na mapie odpowiada 100 m w terenie). Tak duża skala map ma na celu zawarcie nawet najmniejszych elementów w terenie, zauważalnych podczas biegu. Ilość szczegółowych elementów na mapie jest także uzależniona od skali, mapa w skali 1:10 000 zawiera mniej więcej o 150% więcej elementów niż mapa w skali 1:15 000. Natomiast w sprinterskim biegu na orientację najczęściej wykorzystuje się mapę w skali 1:4000 (1 cm na mapie to 40 m w terenie) według określonych zasad przez IOF[20], która zazwyczaj obrazuje teren taki jak park.
- Nazwa mapy – sprawa ta pozostaje w rękach kartografa mapy, najczęściej nazwa bierze się od najbardziej charakterystycznego elementu mapy (np. nazwa miejscowości, szkoły itp.).
- Cięcie warstwicowe – jest to różnica wysokości, na jakiej wykreślono dwie sąsiednie warstwice (brązowe linie na mapie). Symbolem określającym cięcie warstwicowe jest litera e. Zazwyczaj stosuje się e-5 m, a w terenie bardziej płaskim e-2,5 m.
- Linie północy (południki) – wyznaczają kierunek północ-południe. Ponieważ do biegów na orientację używa się map obejmujących mały obszar (czyli map o dużej skali) południki nakreślone są jako odcinki linii prostych wzajemnie równoległych, a także równoległych do prawej (wschodniej) i lewej (zachodniej) krawędzi mapy. Górna krawędź zamyka północną stronę mapy, a dolna zamyka południową stronę mapy.

### Trasa
Trasa biegu, jej długość oraz skala trudności zależą od kategorii wiekowej i poziomu zaawansowania technicznego zawodników, dla których została zaprojektowana przez budowniczego trasy. W praktyce liczy ona w linii prostej około 3 km dla 11-latków, 12–16 km dla seniorów (w zależności od rodzaju terenu).
Elementy trasy na mapie opisuje się kolorem czerwonym lub jego odcieniami, a poszczególne elementy zaznaczone są następującymi symbolami:
- start – trójkąt równoboczny o bokach 7 mm ze skierowanym wierzchołkiem do pierwszego punktu,
- punkt kontrolny – okrąg o średnicy 6 mm, którego środek dokładnie wyznacza miejsce ustawienia punktu kontrolnego; kolejne punkty są ponumerowane i połączone ze sobą linią prostą,
- dobieg do mety – przerywana linia od ostatniego punktu do mety, który jest oznakowany w terenie i jest obowiązkowy,
- meta – dwa współśrodkowe okręgi o średnicach 5 mm i 7 mm.

### Symbole
Do wykreślenia symboli na mapie używa się specjalnych zestawów znaków opracowanych przez IOF. Są to:
- ISOM (z roku 2000 do map do biegu klasycznego)
- ISSOM (z roku 2007 do map do biegu sprinterskiego)
- ISMTBO (z roku 2007 do map do rowerowej jazdy na orientację)
- ISSKIOM (z roku 2002 do map do narciarskiego biegu na orientację)

## Kompas

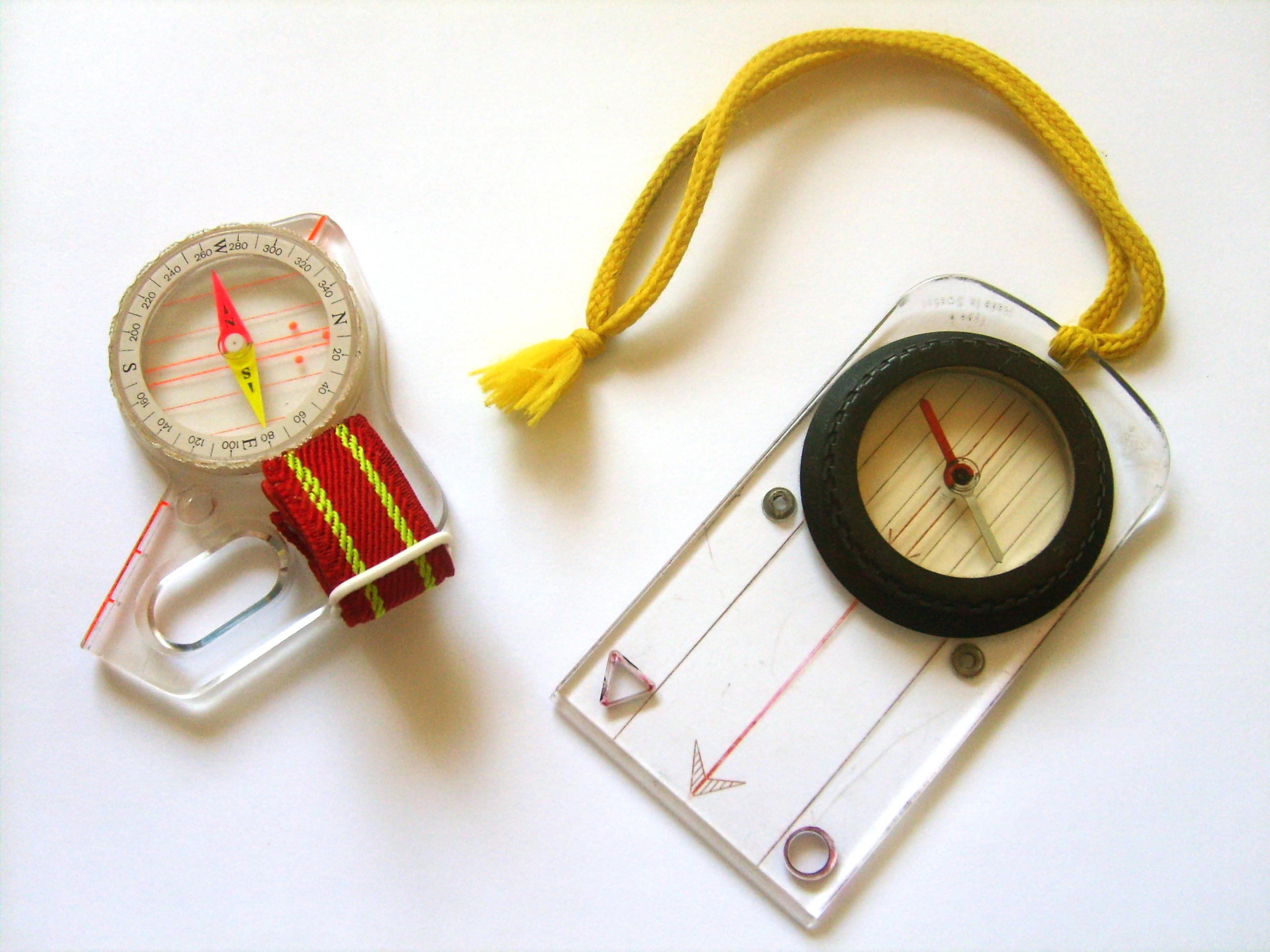
Dwa typy kompasów używane w orientacji. Z lewej kompas zakładany na kciuk, z prawej kompas, który trzyma się w dłoni

### Rodzaje
W orientacji mapy często używa się kompasu, który pozwala szybko zorientować mapę. Kompas do biegu na orientację charakteryzuje szybkość w ustalaniu kierunku północy. Wyróżnia się dwa rodzaje kompasów:
- tzw. „płytkę”, czyli kompas na sznurku trzymany w dłoni (po prawej stronie zdjęcia),
- „norrkompas”, czyli kompas zakładany na kciuk (po lewej stronie zdjęcia).

### Funkcje kompasu
- Orientowanie północy – mając kompas i mapę do biegu na orientację, łatwo ustawić ją zgodnie z kierunkiem północy, gdyż każda mapa zawiera linie północy.
- Poruszanie się na azymut – jedna z technik przemieszczania się z jednego punktu kontrolnego do drugiego, w której niezbędne jest użycie kompasu.

## Punkt kontrolny

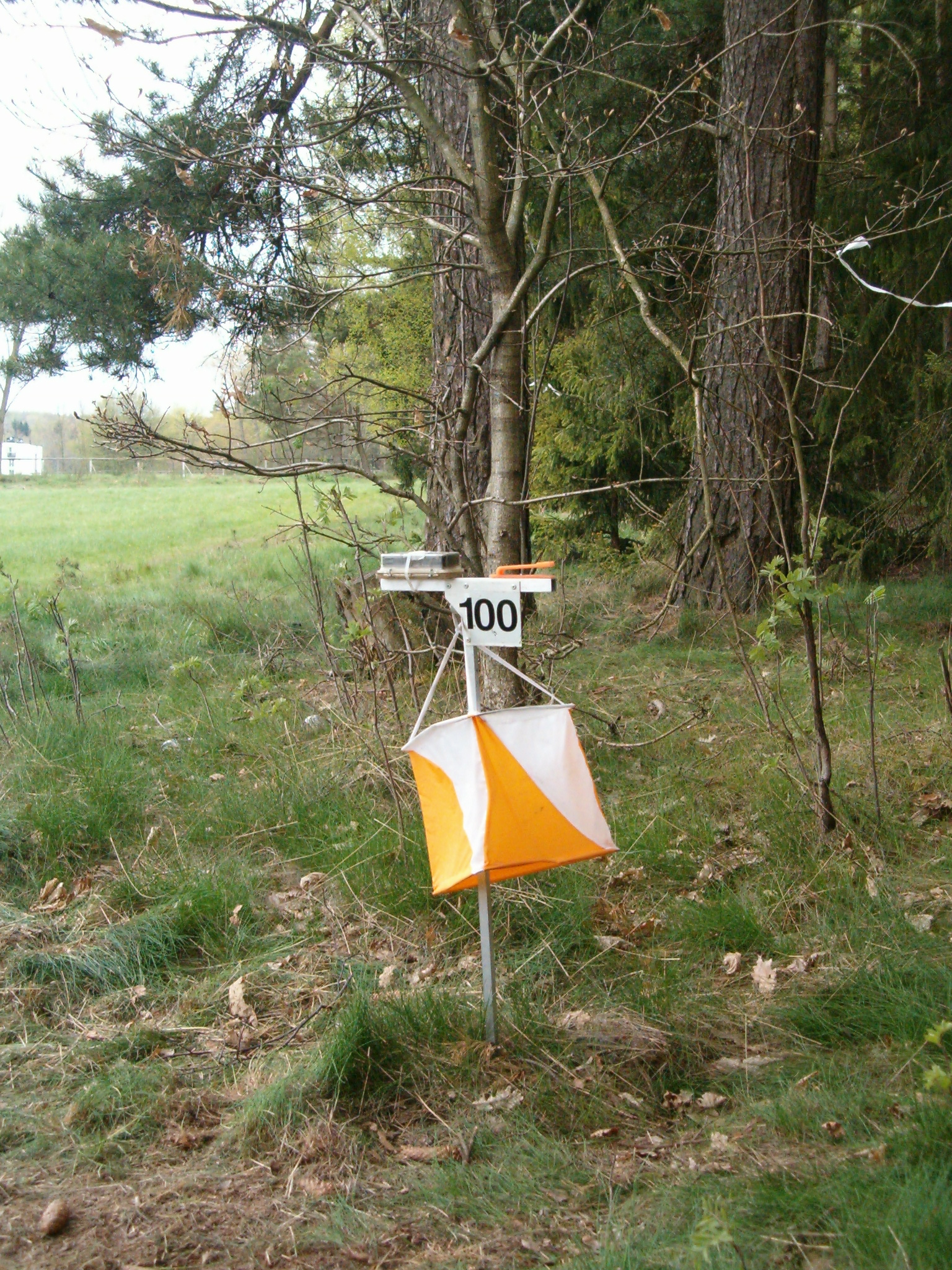
Punkt kontrolny. Na stojaku do potwierdzania obecności znajduje się: po jego lewej stronie puszka SPORT ident – system elektroniczny, a po prawej perforator

### Opis
Na zdjęciu obok przedstawiony jest punkt kontrolny, na który składają się:
- stojak w kształcie litery T, wbijany w ziemię,
- kod punktu kontrolnego (najczęściej zawiera się w przedziale 30-100),
- lampion w kolorze biało-pomarańczowym bądź biało-czerwonym,
- urządzenie do potwierdzania swojej obecności na punkcie:
  - perforator karty startowej – sposób tradycyjny,
  - urządzenie elektroniczne – sposób wypierający ten pierwszy; jeżeli zawody odbywają się w nocy, jest także wyposażony w element odblaskowy.

### Potwierdzanie

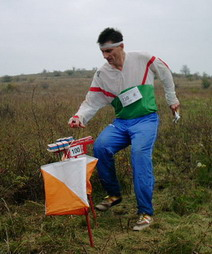
Zawodnik potwierdzający pobyt w punkcie kontrolnym

Przykład opisów punktów kontrolnych

- Pierwszym, tradycyjnym sposobem potwierdzania obecności zawodnika w punkcie kontrolnym jest odciśnięcie perforatora w odpowiedniej kratce papierowej karty startowej zawodnika.
- Drugim, najczęściej spotykanym sposobem potwierdzania obecności zawodnika w punkcie kontrolnym jest system elektroniczny. Zawodnik mając na palcu chip, gdy dobiega do punktu kontrolnego praktycznie nie musi się zatrzymywać, gdyż zapis jest natychmiastowy. Najbardziej popularnym systemem na świecie jest SPORT ident, a w Skandynawii także EMIT.

### Opisy – piktogramy
W celu lepszego określenia gdzie został ustawiony punkt kontrolny stosuje się takie same we wszystkich krajach piktogramy, czyli symbole obrazkowe. Zestawienie kolejno opisanych punktów kontrolnych dla danej kategorii nazywa się opisami (obok przykład), które zazwyczaj przyklejone są do mapy, bądź zawodnik może je otrzymać od organizatora zawodów. Każdy opis punktu kontrolnego zawiera w kolejności:
- liczbę porządkową,
- kod,
- kombinację piktogramów.

Oprócz informacji o ustawieniu punktów kontrolnych, opisy zawierają również informacje o:
- nazwie zawodów,
- kategorii jakiej dotyczą opisy,
- długości trasy,
- przewyższeniu,
- umiejscowieniu startu,
- ewentualnych obowiązkowych przebiegach,
- ewentualnym dobiegu do punktu wymiany mapy,
- dobiegu od ostatniego punktu do mety i sposobie w jakim ma być on pokonany (dobieg jest wyznakowany, bądź nie).

## Rodzaje zawodów
- Sprint – szybkie i widowiskowe zawody, pozwalające na zainteresowanie wielu ludzi, gdyż areną zawodów zazwyczaj jest park, bądź tereny zurbanizowane. Mapa zwykle w skali 1:5000 lub 1:4000.
- Bieg średniodystansowy (IOF: ang. middle) – wymaga szybkiej i dokładnej orientacji w terenie, średnia długości czasu biegu. Nawet małe błędy mogą być decydujące.
- Bieg klasyczny (IOF: ang. long) – zawody na klasycznym dystansie sprawdzają wszystkie techniki orientacji w podobnym stopniu co prędkość i wytrzymałość fizyczną.
- Bieg długodystansowy (IOF: ang. superlong) – obecnie zawodów rozgrywanych na tym dystansie jest coraz mniej, zawody wymagają doskonałej kondycji i trzeźwego myślenia mimo długiego czasu biegu.
- Sztafety (IOF: ang. relay) – bieg drużyny składającej się najczęściej z 3 zawodników. Wygrywa ta sztafeta, której wszyscy zawodnicy po kolei zaliczą jak najszybciej i bezbłędnie swoje trasy. Trasy sztafet mogą być budowane na trzy sposoby:
  - metodą Farsta – budowniczy tras projektuje trasę w oparciu o zmienne odcinki trasy dla poszczególnych zawodników,
  - metodą Vännäs – budowniczy tras projektuje trasę w oparciu o częściową zmianę trasy dla poszczególnych zawodników,
  - metodą Motala – budowniczy tras projektuje różne trasy dla poszczególnych zawodników.
- Nocny bieg na orientację (IOF: ang. night) – zawody rozgrywane po zmierzchu, na różnych dystansach. Zawodnik porusza się po lesie ze specjalną latarką na głowie, a punkty kontrolne posiadają elementy odblaskowe, które pomagają dostrzec je z większej odległości.

## Kategorie wiekowe
Tabela przedstawia kategorie według, których startują zawodnicy. W zależności od ilości osób na zawodach podział na kategorie może być modyfikowany.
| Opis                                                                | Symbol (K – kobiety, M – mężczyźni)                                                     |
| ------------------------------------------------------------------- | --------------------------------------------------------------------------------------- |
| Kategoria dla najmłodszych – do lat 10 włącznie                     | K-10, M-10                                                                              |
| Kategoria dla dzieci – 11, 12 lat                                   | K-12, M-12                                                                              |
| Kategoria dla młodzików – 13, 14 lat                                | K-14, M-14                                                                              |
| Kategoria dla juniorów młodszych – 15, 16 lat                       | K-16, M-16                                                                              |
| Kategoria dla juniorów – 17, 18 lat                                 | K-18, M-18                                                                              |
| Kategoria dla młodzieżowców – 19, 20 lat                            | K-20, M-20                                                                              |
| Kategoria dla seniorów – od 21 lat                                  | K-21, M-21                                                                              |
| Kategorie dla weteranów – od 35 lat wzwyż                           | K-35, M-35 K-40, M-40 K-45, M-45 K-50, M-50 K-55, M-55 K-60, M-60 K-65, M-65 K-70, M-70 |
| Kategoria otwarta, popularyzacyjna Trasa wstążkowana Trasa rodzinna | OPEN K-10N, M-10N K/M-10R                                                               |

## Inne dyscypliny orientacji sportowej popularne w Polsce

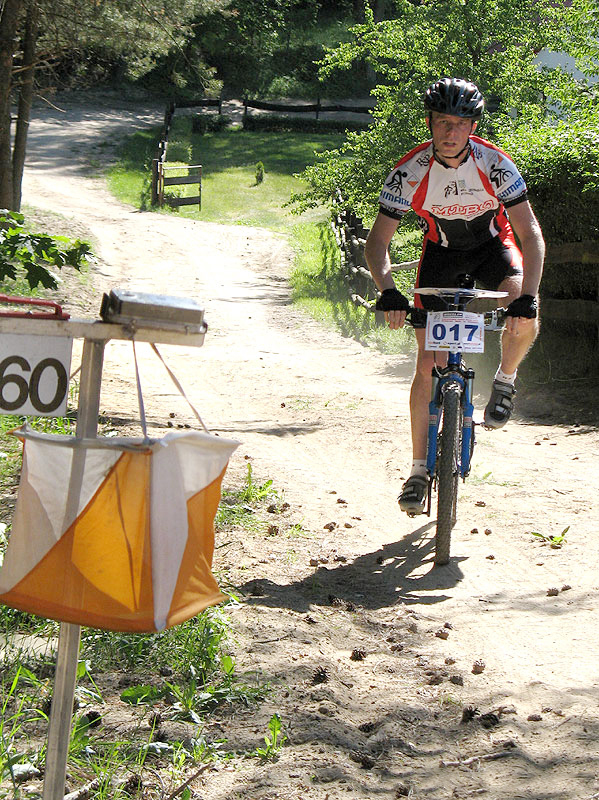
Zawodnik RJnO – Robert Zabel

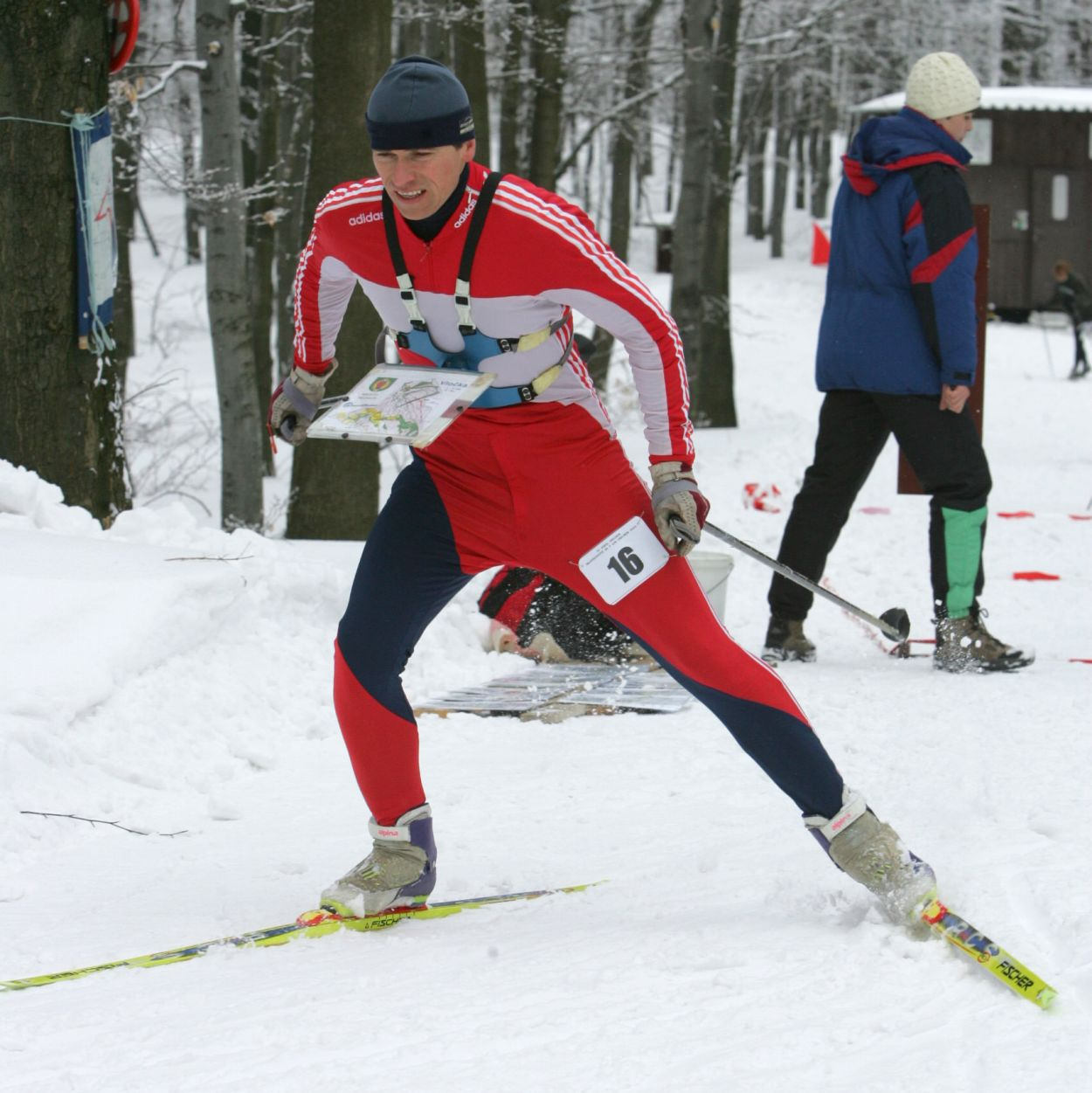
Zawodnik startujący w narciarskim biegu na orientację

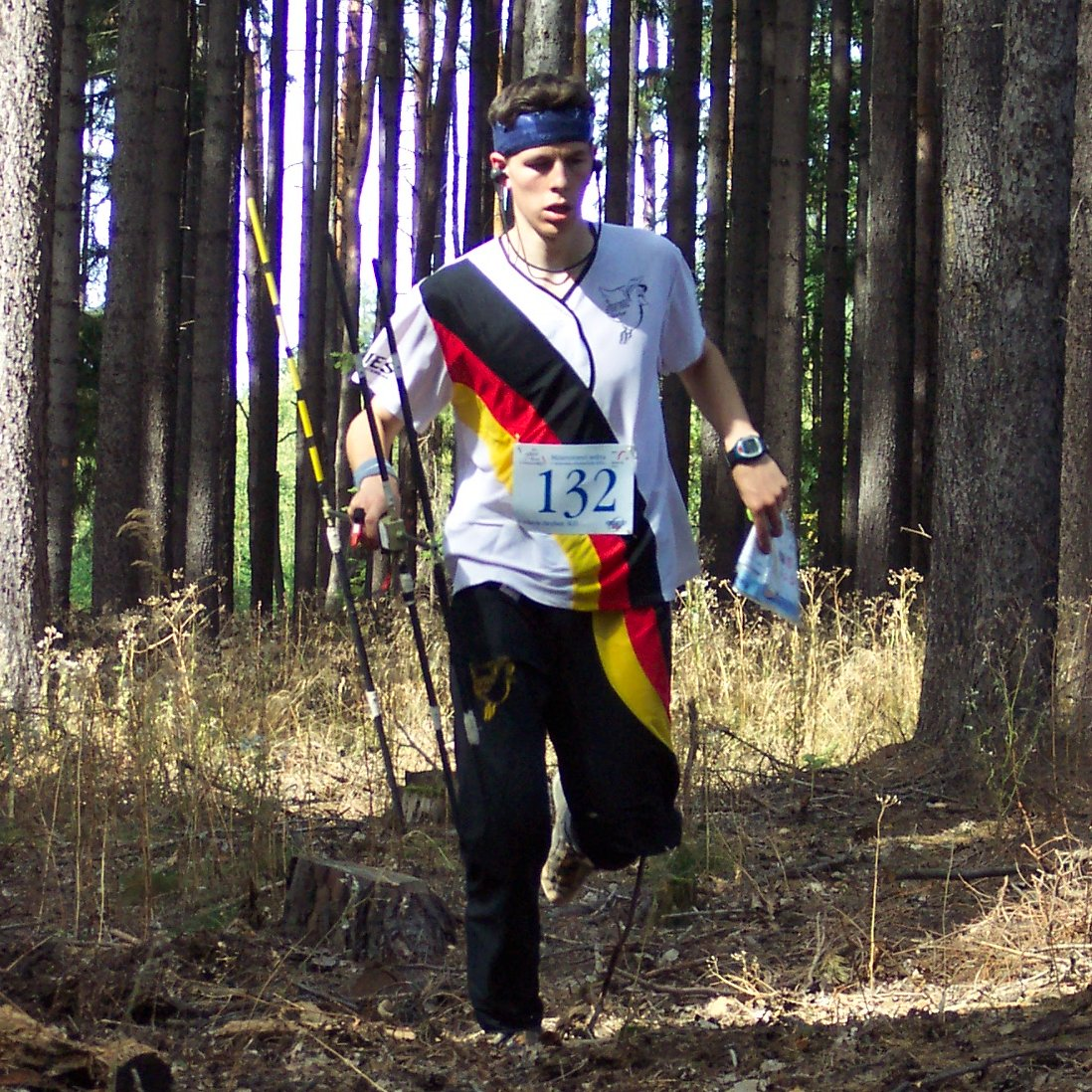
Niemiecki zawodnik podczas zawodów w radioorientacji sportowej

### Rowerowa Jazda na Orientację
Podstawowym narzędziem rowerowej jazdy na orientację jest rower górski. Mapa wykorzystywana przez zawodników jest podobna do mapy do biegu na orientację, z tym że zawiera mniej szczegółowych elementów. Istotnym wyposażeniem roweru jest tzw. mapnik, czyli podstawa montowana na kierownicy roweru, do którego można solidnie przyczepić mapę.

### Narciarski bieg na orientację
Narciarski bieg na orientację jest dyscypliną z równie długimi tradycjami co bieg na orientację, w której korzysta się z nart biegowych. Mapa w narciarskim biegu na orientację jest wykonana według podobnych zasad co mapa do biegu pieszego, z tym że zawiera nadrukowane linie w kolorze zielonym, informujące o stanie przygotowania drogi do poruszania się na nartach biegowych. Istotnym elementem zawodnika w tej konkurencji jest możliwość przymocowania mapy w okolicach klatki piersiowej do specjalnego mapnika, co ułatwia poruszanie się na nartach.

### Radioorientacja sportowa
Radioorientacja sportowa jest to dyscyplina sportowa nie podlegająca Polskiemu Związkowi Orientacji Sportowej, a kierowana przez odrębny związek – Polski Związek Radioorientacji Sportowej. Sport ten powstał z połączenia biegu na orientację i namierzania ukrytych w terenie nadajników radiowych. Zawodnik wyposażony w specjalny odbiornik, kompas i mapę do biegu na orientację z zaznaczonym startem i metą musi zlokalizować nadajniki w terenie, a następnie dotrzeć do nich i uzyskać potwierdzenie w punkcie kontrolnym znajdującym się obok nadajnika. Wygrywa ten zawodnik, który pokona trasę w jak najkrótszym czasie i zaliczy wszystkie nadajniki. W terenie rozmieszcza się ich 5. W zależności od kategorii wiekowej należy zaliczyć od 3 do 5 punktów kontrolnych. Nadajniki są włączane cyklicznie w minutowych odstępach czasu. Kiedy jeden nadaje, pozostałe milczą. Zawody rozgrywane na dwóch częstotliwościach:
- Fale krótkie (KF) – 3,5 MHz,
- Fale ultrakrótkie (UKF) – 144 MHz.

Poza klasyczną radioorientacją rozgrywane są także konkurencje: foxoring i sportowa nawigacja satelitarna w oparciu o odbiorniki GPS.